# Ґіжин (Пижицький повіт)
Ґіжин (пол. Giżyn) — село в Польщі, у гміні Пижиці Пижицького повіту Західнопоморського воєводства.
Населення — 205 осіб (2011).

## Демографія
Демографічна структура станом на 31 березня 2011 року:
|          | Загалом | Допрацездатний вік | Працездатний вік | Постпрацездатний вік |
| -------- | ------- | ------------------ | ---------------- | -------------------- |
| Чоловіки | 105     | 23                 | 75               | 7                    |
| Жінки    | 100     | 21                 | 58               | 21                   |
| Разом    | 205     | 44                 | 133              | 28                   |